# Rathaus (Düren)

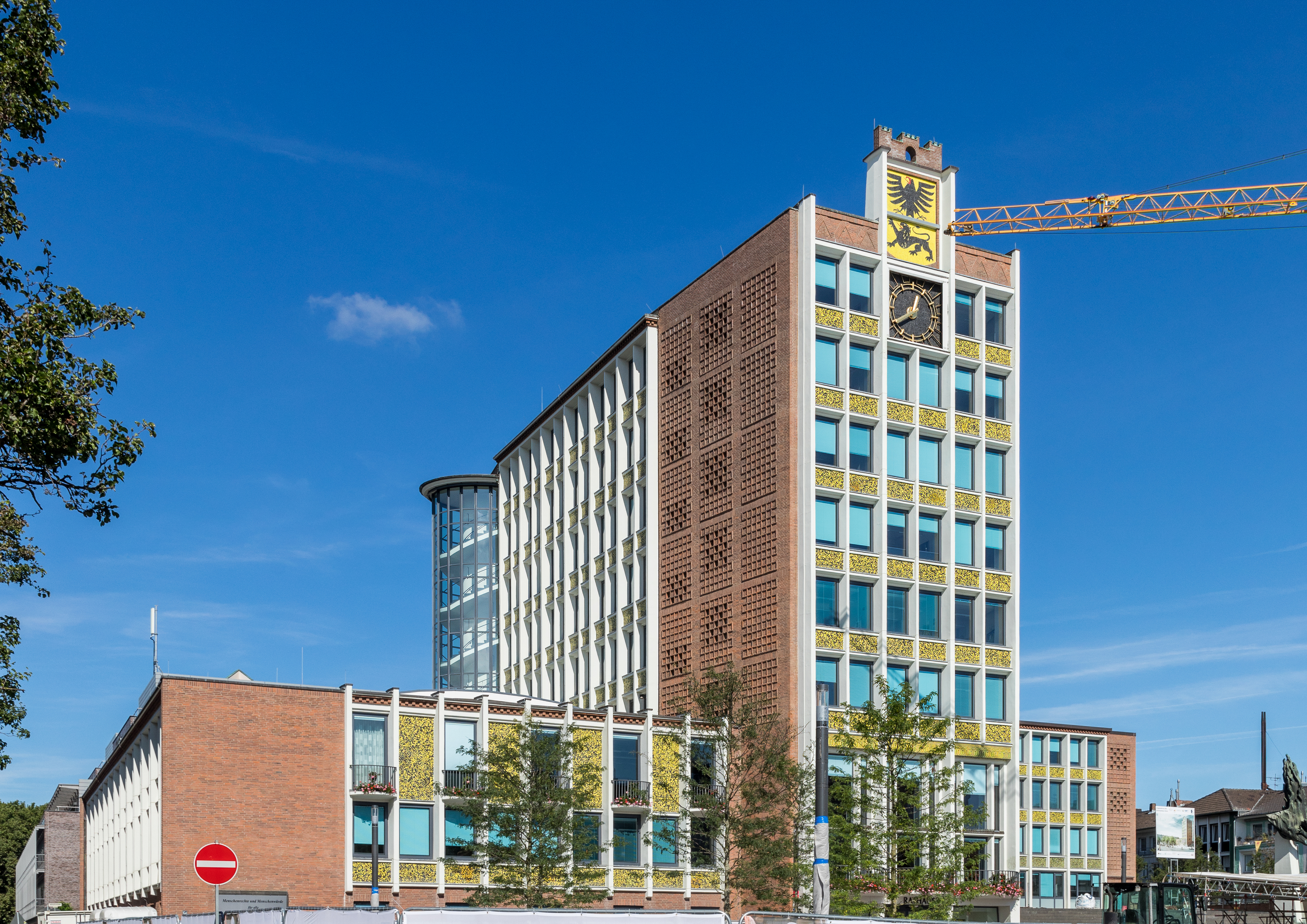
Dürener Rathaus

Das Rathaus Düren steht in der Kreisstadt Düren in Nordrhein-Westfalen.
In Düren gab es mehrere Rathäuser. Das erste Rathaus stammt aus der Spätromanik. Es wurde zu Anfang des 13. Jahrhunderts erbaut. Lage und Aussehen dieses Bauwerks sind ungewiss. Vor dem Jahre 1333 muss dieses erste reichsstädtische Rathaus durch einen Neubau ersetzt worden sein, da eine Urkunde dieses Jahres die Lage eines Privathauses als oberhalb des „alten“ Rathauses befindlich (supra curia antiqua) bezeichnet. Auch über diesen Bau sind keine Unterlagen zu ermitteln.
Das 1520 erbaute Rathaus scheint das prächtigste Dürener Rathaus der älteren Zeit gewesen zu sein, da es in der Blütezeit Dürens nach der Überführung des Annahauptes (1501) und vor der Zerstörung durch Kaiser Karl V. (1543) entstanden ist. Die Materialien nennen das Baujahr 1520 und den Bürgermeister Gerhard Harper als sein Errichter. Als besondere Kennzeichnung müssen hervorgehoben werden: der aus der Fassade vorspringende polygonale Treppenturm in der Mittelachse der Marktfront und der aus der Dachzone emporsteigende hölzerne Glockenturm. Bis zum Jahre 1944 sah man an der Nordseite des letzten Rathauses noch den Rest eines spätgotischen Maßwerkfrieses, das Übereinstimmung mit Friesen am ehemaligen Dürener Erkerhaus zeigt.
Erhaltene Rechnungen des Jahres 1546 und Berichte über die Zerstörung der Stadt im Jahre 1543 lassen darauf schließen, dass das Holz- und Dachwerk des spätgotischen Rathauses am Tage der Eroberung der Stadt in Flammen aufging, das Mauerwerk aber im Wesentlichen erhalten blieb. Es wird vermutet, dass man in dieser Zeit keinen Neubau errichtete, sondern nur eine Wiederherstellung des Zustandes von 1520 vornahm. Neu erbaut scheint hingegen die bei Wenzel wiedergegebene offene Vorhalle mit ihren vier Arkaden an der Hauptfront zu sein, die bis ins 18. Jahrhundert hinein bestanden hat.
Über 200 Jahre hat dieses Rathaus des 16. Jahrhunderts mit seiner prächtigen Vorhalle gestanden, ohne dass von größeren Veränderungen die Rede ist. Nur spärlich erfährt man etwas über den baulichen Zustand und über Reparaturen, so 1752 und 1770 aus Akten des Dürener Stadtarchivs.
1752 machte der Maurermeister Albert Steinberger einen Kostenvoranschlag über vier neue Fenster, eine Tür mit zwei Oberlichter, zwei Kellerfenster, einen Steinplattenbelag usw., und in demselben Jahr liefert der Schlossermeister Peter Mendel eine eiserne Galerie „vor dem Rathaus“, die anscheinend die baufällig gewordene Balustrade der Vorhalle ersetzen sollte. Aus dem Jahr 1770 datiert ein Kostenvoranschlag des Stadtbaumeisters Heinrich Crevelt über die Reparaturen an den Dachfenstern und am Turm des Rathauses. Bei dieser Gelegenheit erfährt man auch, dass das alte Dach des Rathauses, das ja wohl damals noch ein Doppeldach gewesen ist und nicht weniger als 33 Fenster hatte, eine Vielzahl von Dachgauben, die auch durch Wenzel Hollars Darstellung von 1634 angedeutet wird. Das alte Rathaus nannte man in Vorzeiten auch „Haus Schwert“, weil im inneren des Rathauses eine Figur mit Schwert stand, die die Gerechtigkeit symbolisierte, denn im Rathaus hatte das Schöffen- und Vogtgericht seinen Sitz.
An das große Bauvorhaben von 1788/1790 sind Bürgermeister und Magistrat der Stadt Düren offenbar nur notgedrungen herangegangen. Man hat beim Studium der einzelnen Ratsprotokolle durchaus nicht den Eindruck, als ob übersteigertes Repräsentationsbedürfnis oder die Sucht, unter allen Umständen einen modernen Bau an die Stelle eines in den Stilformen veralteten zu setzen. Der Zustand des spätgotischen Rathauses ließ vielmehr eine Erneuerung allein aus statischen Gründen als dringlich und unumgänglich Maßnahme erscheinen. Das Geld war knapp und immer wieder wird von allen Vorschlägen der billigste gewählt und versucht, vom abfallenden Stein- und Holzmaterial möglichst viel wiederzuverwenden. Zunächst soll nur die Marktfassade abgerissen werden, dann aber muss auch die Weierstraßenseite verschwinden. Man darf es den Dürener Stadtväter glauben, die sich vor dem Kurfürsten wegen aufgenommener Gelder zu verantworten haben, dass sie nicht leichtsinnig an ihr Bauvorhaben herangegangen sind. Die Verhandlungen ziehen sich von 1785 bis 1788 mit dem Entwerfen und Verwerfen von Plänen und Kostenvoranschlägen hin, bis es am 4. April 1788 endlich zu einem Vertrag mit dem auswärtigen Burtscheider Baumeister Franz Klausener kommt. Er ist der Erbauer des letzten Rathauses, das 1790 fertiggestellt wurde.
Nach Aussagen der Bauakten wurde das Rathaus von 1790 auf den Fundamenten seines Vorgängers errichtet und diente als Lagerkeller. Das Rathaus besaß an der Marktseite drei Eingänge. Die links an der Straßenecke liegende durchfensterte Tür wurde geschlossen, der rechte an das benachbarte Weinhaus angrenzende Eingang, der ebenfalls durchfenstert war, diente zuletzt als Zugang zur Polizeiwache. Die Türen besaßen je zwei Flügel wie auch das Hauptportal. Rechts von der Eingangstür zur Wachstube waren zwei eiserne Maßstäbe angebracht, deren Reste 1945 im Bauschutt nicht mehr aufgefunden wurden. Der größere der beiden Stäbe besaß eine Länge von 68,8 cm, ein Maß das ungefähr der in Düren gebräuchliche Brabanter Elle oder preußische Elle entsprochen hat. Der kleinere Stab umfasste 32,8 cm, also nicht ganz die Hälfte des größeren Stabes, was die Steckelle oder preußische Elle war. Der alleinige Gebrauch dieser Maßeinheit wurde schon 1538 angeordnet.
Das Stadtwappen oberhalb des Rathauses musste 1798 auf Veranlassung der französischen Besatzer unkenntlich gemacht werden. Nach Mitteilung der Materialien wurde es mit Mörtel überzogen. Das Stadtwappen bestand aus den beiden Wappentiere Adler und Löwe. Aus dem symmetrisch gebildeten Adler der Reichsadler der Stadt Düren, die 1242 an den Grafen Wilhelm IV. von Jülich verpfändet wurde, woher der Löwe im Wappen herrührt.
Zur Erweiterung des Rathauses wurde das alte um das Jahr 1610 erbaute Spritzenhaus in der Weierstraße 1887 abgebrochen. Am 25. März 1891 wurde der Erweiterungsbau mit Sitzungssaal, Stadtarchiv und Stadtbibliothek in Benutzung genommen. Die Grundsteinlegung der Erweiterung war am 6. September 1888 und der Architekt war Heinrich Wiethase.
Im hölzernen, beschieferten Glockenturm hing die Sturm- und Brandglocke aus dem 16. Jahrhundert dessen Inschrift lautete: STORM IND BRANDGLOCK HEISSE ICH MIN SAMPT VAIGTGERICHT VKVNT ICH MIN KLANGK ERSCHROCKET EDERMANN SCHAFF DIR GEN SCHAIT KOEME HIE VAN. Die Glocke, die noch bis 1910 genutzt wurde, läutete vormals außerdem die Sitzungen des Blut- und Vogtgerichts ein. Im Dachstuhl wurden auch die Brandeimer gelagert, die zum Löschen von Bränden dort gelagert wurden. Beim Luftangriff auf Düren am 16. November 1944 wurde das Rathaus völlig zerstört.

## Rathaus-Neubau der 1950er Jahre
Nachdem der Wiederaufbau des stark zerstörten Stadtkerns in Angriff genommen war, begann 1953/1954 die Planung eines Rathaus-Neubaus. In den ersten Jahren nach dem Zweiten Weltkrieg war die Stadtverwaltung auf mehrere Gebäude verteilt.
Mitte 1954 schrieb die Stadtverordnetenversammlung einen Wettbewerb zur Erlangung von Entwürfen aus. Als erster Preisträger ging durch einstimmigen Beschluss des Preisgerichts aus dem Wettbewerb mit 74 Entwürfen der in Mettmann ansässige Architekt Denis Boniver hervor. Durch ebenfalls einstimmigen Beschluss der Stadtverordnetenversammlung vom 20. Januar 1955 wurde sein Entwurf für die Errichtung des Rathausneubaues ausgewählt.

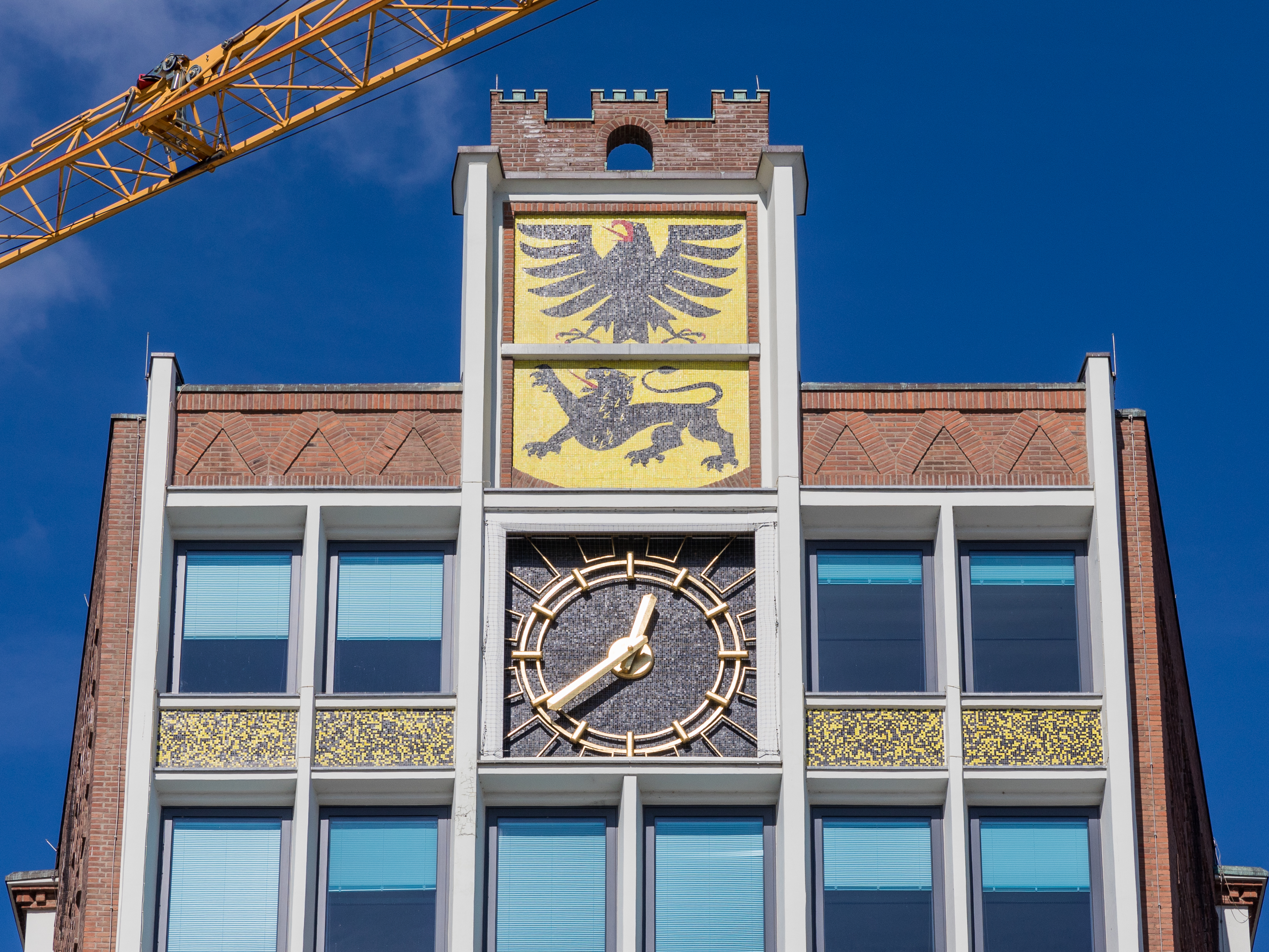
Wappen von Düren im oberen Bereich des Rathauses

Am 17. Oktober 1956, rund sieben Monate nach Baubeginn, fand die Grundsteinlegung im Mitteltrakt des heutigen Rathauses statt. Das Richtfest wurde am 8. März 1957 gefeiert. Die feierliche Eröffnung durch Oberstadtdirektor Hans Brückmann und Oberbürgermeister Heinrich Spies fand am 9. Januar 1959 statt. Bei dieser Zeremonie übergab die Kreishandwerkerschaft dem Oberbürgermeister eine Amtskette, die aus im Maubacher Bleiberg gewonnenen Gold und Silber gefertigt war. Der Oberstadtdirektor kommentierte die Eröffnung mit den Worten: „Ich, Düren, bin wieder da!“
Das Rathaus umfasste rund 41.000 m³ umbauten Raum und enthielt für die gesamte Stadtverwaltung ca. 200 Büro- und Nebenräume, eine Kassenhalle, drei Sitzungszimmer, einen Sitzungssaal, Räume für das Stadt- und Kreisarchiv und weitere städtische Einrichtungen. Markant ist das über der Uhr, die erst September 1958 montiert wurde, angebrachte Stadtwappen, in dem 25.000 Mosaiksteine aus Mailänder Glas verarbeitet sind. Vor dem Rathaus wurde auf der östlichen Seite ein Wannenbrunnen installiert. Die gesamten Baukosten beliefen sich laut Rechnung von 1959 auf 4.942.475,25 DM. Im Rahmen der kommunalen Neugliederung 1972 musste das Rathaus für rund zwei Millionen DM renoviert und erweitert werden. In den 1980er Jahren befanden sich 30 Dienststellen außerhalb des Rathauses. Durch die Einrichtung des City-Karrees entspannte sich die Lage später.
Das Rathaus steht als Zeichen der Baukunst der 1950er Jahre seit dem 4. Juli 1989 unter Denkmalschutz. Zwischen dem 19. März und dem 9. Juli 2012 zogen alle Beschäftigten in andere, teilweise angemietete Bürohäuser im Stadtgebiet um, weil das Rathaus kernsaniert werden muss. Der größte Teil der Bediensteten zog in das ehemalige Fernmeldeamt „Am Ellernbusch“ ein. Die Sanierungsarbeiten wurden 2015 beendet. Die Neueröffnung fand am 13. Juli 2015 statt.